# UV-härtende Druckfarbe
UV-härtende Druckfarben sind spezielle Farbsysteme, welche durch UV-Strahlung zur Aushärtung gebracht werden.
Hierbei wird das mit Farbe bedruckte Material durch eine UV-Anlage mit Quecksilberdampflampen oder LED-Lampen mit genau definierter Bandgeschwindigkeit befördert und der Farbfilm wird somit in Sekundenschnelle zur Aushärtung gebracht. Je nach Parametereinstellung (Leistung und Geschwindigkeit der Lampen) kann der bedruckte Film unterschiedliche Eigenschaften, wie chemische Beständigkeit, Haftung, Kratzfestigkeit, Glanz, sowie Schmissempfindlichkeit, besitzen.
UV-härtbare Druckfarben sind nachhärtende Systeme, d. h., es dauert noch eine gewisse Zeit, bis sie ihre endgültigen Eigenschaften entwickeln.
Der Härtungsmechanismus hier beruht auf dem Prinzip der Photopolymerisation (Radikalkettenpolymerisation).
Eine geringere Rolle spielen anderweitig strahlenhärtbare Druckfarben, die durch Elektronenstrahlhärtung zur Härtung kommen.
Druckfarben allgemein sind Lackfarben, die durch Drucktechnologien wie Siebdruck, Offsetdruck, Tampon- und Digitaldruck auf verschiedene Untergründe (Bedruckstoffe), wie Kunststoffe, Metalle, Holz oder Glas appliziert werden.

## Zusammensetzung
UV-härtbare Druckfarben setzen sich aus folgenden Inhaltsstoffen zusammen:
- Bindemittel (niedermolekulare, reaktive Doppelbindungen enthaltende Harze)
- Monomere, auch Reaktivverdünner (Acrylatmonomere)
- Photoinitiatoren (Radikalbildner, gehen durch UV-Strahlung in den angeregten Zustand und starten die UV-Härtung nach dem Mechanismus der radikalischen Kettenpolymerisation)
- Additive (Zusatzstoffe, wie Entschäumer, Verlaufsadditive, Verdickungsmittel, Dispergieradditive, Mattierungsmittel u. a.)
- Organische Buntpigmente, Ruß und Titandioxid als Weißpigment, da Calciumcarbonat o. ä. kein deckfähiges Weiß erzielen, technisch mit geeigneter Initiierung möglich.
- Füllstoffe zur Erzielung bestimmter technischer Eigenschaften

Daneben git  es auch unpigmentierte Systeme (Transparentlacke), die häufig zur Überdruckung eingesetzt werden, um den Glanzgrad oder Mattheit zu beeinflussen.

## Anwendung
- Grafischer Siebdruck
- Industrieller Siebdruck
- Tampondruck
- Digitaldruck
- Offsetdruck
- Flexodruck
- Holzdruck
- Holzlacke für Möbel

## Ablauf der UV-Härtung durch radikalische Photopolymerisation
Die Polymerisation ist eine chemische Reaktion, bei der Monomere (meist ungesättigte organische Verbindungen) unter Auflösung der Mehrfachbindung zu Polymeren (Moleküle mit langen Ketten, bestehend aus miteinander verbundenen Monomeren) reagieren – also der ausgehärtete Farbfilm.
1. Startreaktion, bei der das aktive Zentrum gebildet wird.
2. Wachstumsreaktion, bei der die makromolekulare Kette in einer Kettenreaktion wächst (wiederholte Anlagerung der Monomere) und
3. Abbruchreaktion, bei der das Wachstum der Kette durch Disproportionierungsreaktionen oder Rekombinierung irreversibel beendet wird.

## Weblink
- Merkblatt UV-härtende Druckfarben und -Lacke, Verband der deutschen Lack- und Druckfarbenindustrie